# Lisa dagli occhi blu (film)
Lisa dagli occhi blu è un film del 1969 diretto da Bruno Corbucci. 
Musicarello ispirato al successo musicale estivo di quell'anno, dal titolo omonimo cantato da Mario Tessuto.

## Trama
Un giovane laureato in fisica nucleare, Mario Buongiovanni, per sbarcare il lunario assieme all'amico e coinquilino Enrico (che sperpera molti soldi nelle scommesse ippiche) cerca di fare vari lavori: venditore di enciclopedie, cantante nei night club, guida turistica. La sua vera aspirazione è però quella di diventare astronauta. Incaricato di una supplenza come insegnante di scienze in un prestigioso collegio femminile, vi conosce Lisa Prandi, figlia di un industriale lombardo. L'atteggiamento provocatorio della ragazza, accentuatosi da quando essa scopre gli altri lavoretti del suo insegnante, stimola il giovane, che inizia a provare per lei un certo sentimento. A causa d'investimenti sbagliati da parte del capofamiglia, l'azienda dei Prandi si trova sull'orlo del fallimento, e il titolare fugge in Libano per sfuggire ai creditori; per salvare la ditta, Lisa sembra inizialmente rassegnarsi a sposare un suo ricco spasimante che non ama, ma poi ha un sussulto d'orgoglio e sceglie invece il suo ex professore, ora ingaggiato ufficialmente come astronauta..

## Produzione
Il personaggio interpretato da Tessuto ha il vero nome del cantante, cioè Mario Buongiovanni. Nel film recita in una piccola parte anche la sorella di Silvia Dionisio, Sofia Dionisio.
Nonostante l'ambientazione milanese, buona parte del film venne girato a Roma. Si riconoscono infatti Villa Miani, storica villa sulla Via Trionfale usata in molti altri film, il salone delle feste dell'Hotel Hilton su Monte Mario, anch'esso usato in diversi film sia prima che dopo questo, spacciato per un night club milanese, il palazzo di Via dei Villini 5 al Nomentano, altro luogo comune del cinema italiano, come collegio milanese in cui studia Silvia Dionisio e addirittura l'ingresso di Cinecittà che simula quello del centro sperimentale missilistico in cui lavora il protagonista. In più, per rendere più 'credibile' l'ambientazione milanese, ad alcuni attori come Bice Valori che cita San Siro, vennero fatti pronunciare nomi di varie zone di Milano. 
Per avere più attori famosi possibili, il regista Corbucci li impiegò per tempi minimi. Alcuni di loro, come Franco e Ciccio, compaiono solo per pochi secondi.

## Pubblicità
Per incuriosire il pubblico, sul manifesto e sulle foto buste, oltre che sui titoli di testa, insieme al ricco cast accreditato (ben 23 nomi), venne aggiunta la dicitura e con la partecipazione di seguita da cinque punti interrogativi.

## Colonna sonora
Tutte le canzoni del film sono cantate da Mario Tessuto, tranne La sbornia, che è eseguita da Walter Brugiolo.
- Stramilano (testo di Luciano Ramo; musica di Vittorio Mascheroni): vecchia canzone del 1929 cantata da Tessuto durante i titoli di testa. Questa incisione è tuttora inedita su qualsiasi supporto audio.
- Nasino in su (testo di Giancarlo Bigazzi; musica di Claudio Cavallaro e Totò Savio)
- Bambina (testo di Giancarlo Bigazzi; musica di Enrico Polito)
- Gli occhi dell'amore (testo italiano di Daniele Pace; testo originale e musica di Chip Taylor)
- Dormi dormi (testo di Giancarlo Bigazzi; musica di Claudio Cavallaro e Mario Tessuto)
- La sbornia (testo italiano di Leo Chiosso; testo originale e musica di John Gorman, Roger McGough e Mike McGear)
- Un sorriso (testo di Don Backy; musica di Detto Mariano e Don Backy)
- Un uomo solo (testo italiano di Daniele Pace; testo originale e musica di Teddy Randazzo e Victoria Pike)
- Lisa dagli occhi blu (testo di Giancarlo Bigazzi; musica di Claudio Cavallaro)

## Distribuzione
La pellicola è stata distribuita nelle sale cinematografiche italiane nel Natale del 1969.